# Dekanat Zaporoże
Dekanat Zaporoże – jeden z 6 dekanatów katolickich w diecezji charkowsko-zaporoskiej na Ukrainie.

## Parafie
- Berdiańsk - Parafia Narodzenia Najświętszej Maryi Panny
- Bogatyrówka - Parafia św. Faustyny
- Zaporoże-Baburka - Parafia św. Ojca Pio
- Zaporoże-Bogatyrówka - Parafia Matki Bożej Fatimskiej
- Zaporoże-kaplica - Kaplica św. Piotra Ap.
- Zaporoże-konkatedra - Kościół konkatedralny Boga Ojca Miłosiernego
- Lucerna - Parafia {wezwanie nie wiadomo}
- Melitopol - Kaplica św. Cyryla i Metodego
- Mariopol-Wniebowzięcia - Kaplica Wniebowzięcia Najświętszej Maryi Panny
- Nowogorodkówka-Czechograd - Kościół Trójcy Przenajświętszej